# ارسلانوو (شهرستان کارماسکالینسکی، باشقیرستان)
ارسلانوو (انگلیسی: Arslanovo, Karmaskalinsky District, Republic of Bashkortostan) یک شهرک در شهرستان کارماسکالینسکی استان باشقیرستان کشور روسیه است.